# Maison du Parlement (La Valette)
Pour les articles homonymes, voir Parliament House.
La Maison du Parlement (en maltais : Dar il-Parlament, en anglais : Parliament House) est un bâtiment situé à La Valette, la capitale de Malte, abritant la Chambre des représentants.
Il a été conçu par Renzo Piano et édifié entre 2011 et 2015 dans le cadre du réaménagement des portes de la ville.

## Histoire

### Planification
En 2009, le Gouvernement de Malte confie à Renzo Piano la réhabilitation de l’entrée de la ville afin de la mettre en valeur. L’architecte dévoile le projet le 27 juin 2009. Il conçoit un théâtre en plein air sur le site des ruines de l’opéra ainsi que le nouveau parlement sur l’ancien parking de la place de la Liberté.

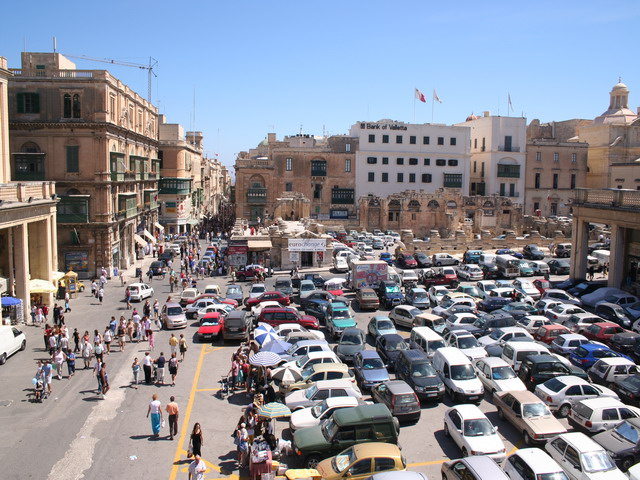
La Place de la Liberté en 2005.

### Construction

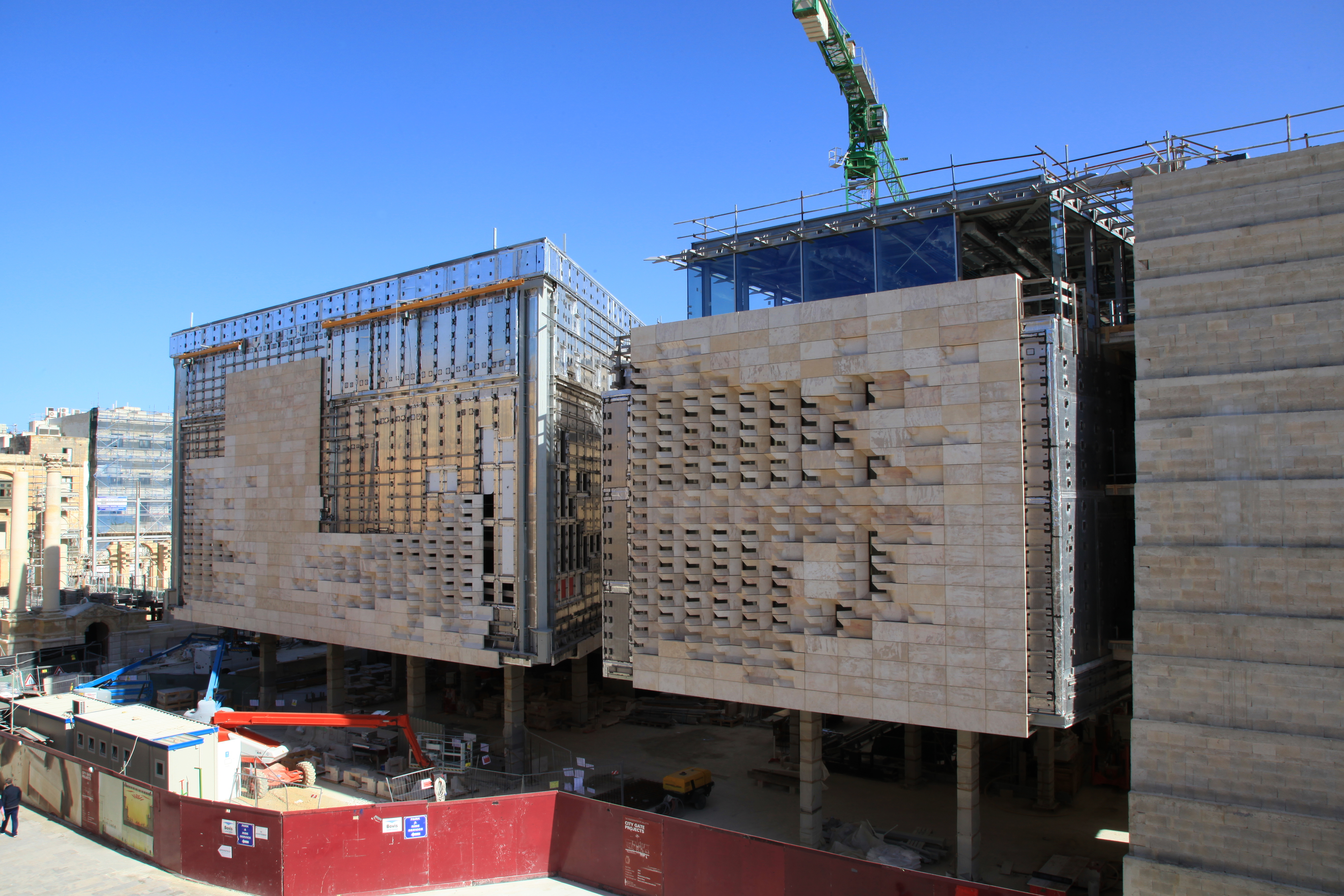
Le Parlement en construction.

La construction du projet de réhabilitation commence en 2009, quant à celle du parlement elle débute en 2011 et dure jusqu’en 2015. Les matériaux utilisés pour sa construction sont le calcaire, le béton de ciment et l’acier.
L’inauguration du bâtiment a eu lieu le 4 mai 2015 et le Parlement de Malte s’installe dans le nouvel édifice et quitte le Palais du grand Maître qu’il occupait depuis 1921.

## Architecture et structure
Le bâtiment, de style brutaliste, est composé de deux blocs équilibrés sur de minces colonnes pour donner au bâtiment une sensation de légèreté. Les deux édifices sont reliés entre eux par une passerelle.
Le bâtiment de l’est abrite la salle de séance de la chambre tandis que celui de l’ouest abrite les bureaux administratifs et celui du Premier ministre de Malte.
Le rez-de-chaussée abrite quant à lui un musée de l’histoire de Malte et de son développement politique.

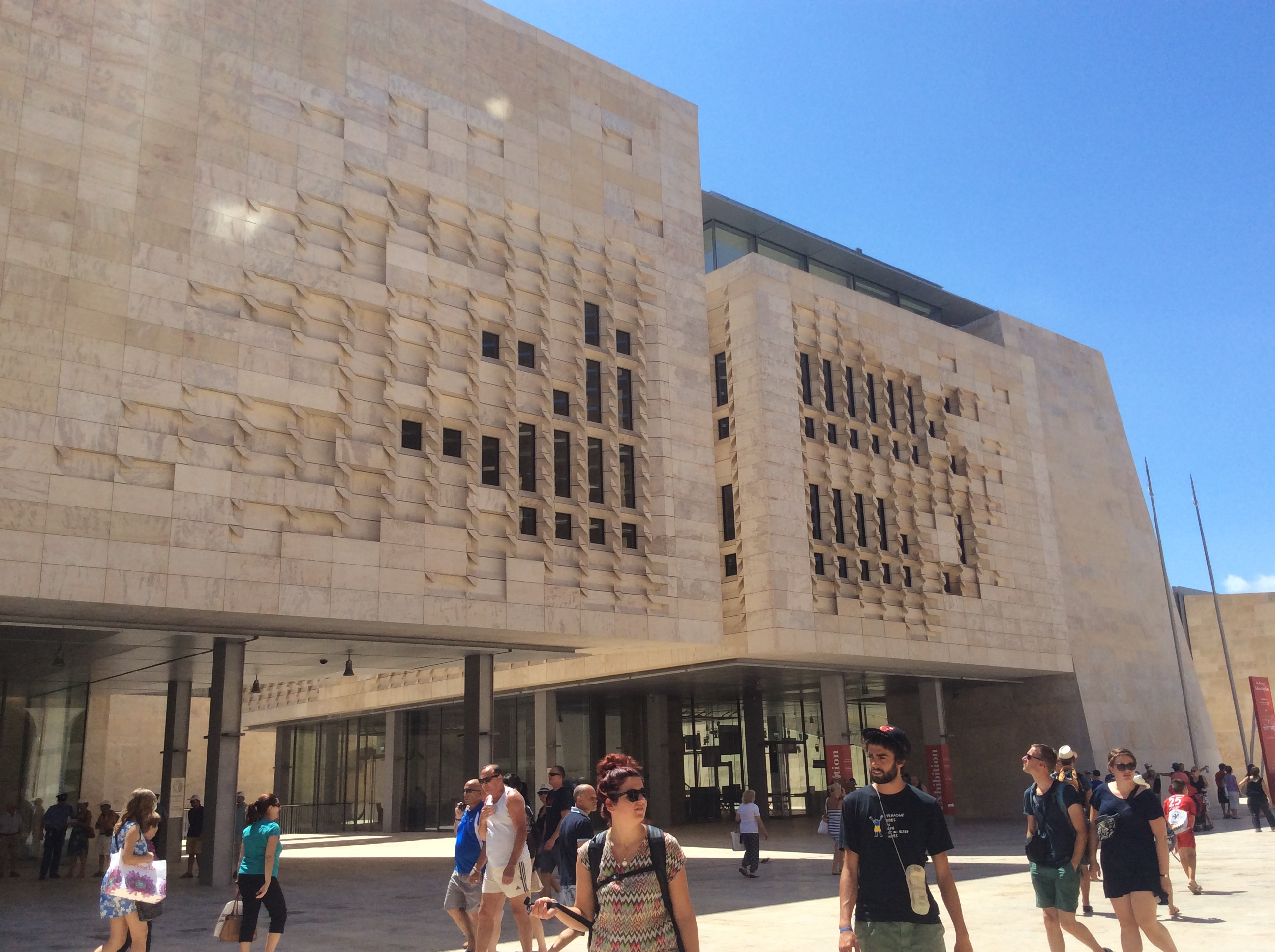
Vue du Parlement où l'on aperçoit les colonnes qui soutiennent l'édifice.

Le Palais du parlement a aussi été conçu pour être un édifice dit zéro émission de CO2.